# Arisaema sinii
Arisaema sinii — многолетнее травянистое клубневое растение, вид рода Аризема (Arisaema) семейства Ароидные (Araceae).

## Ботаническое описание
Раздельнополые растения.
Клубень сжато-шаровидный, около 2 см в диаметре и 1,5 см высотой, возобновляющийся ежесезонно, с корешками и несколькими шаровидными побегами вокруг почки.

### Листья
Катафиллов два или три, беловато-зелёные, 5—12 см длиной, чешуевидные, на вершине заострённые.
Листьев один или два. Черешки бледно-зелёные, без пятен, 20—30 см длиной, в основании вложенные на 10—12 см во влагалища, формирующие ложный стебель. Листовая пластинка сизая снизу, зелёная сверху, состоящая из трёх листочков; листочки сидячие, с заострённой вершиной, с хвостовидным окончанием; общая Жилка заметная, в 3—7 мм от края; центральный листочек ромбовидный, 8—15,5 см длиной и 6—13 см шириной, в основании клиновидный; боковые листочки косоовально-ромбовидные, 9—18 см длиной, 6—11 см шириной, в основании тупые по внешней стороне, нисходящие по внутренней.

### Соцветия и цветки
Цветоножка появляется из ложного стебля, зелёная, без пятен, 21—25 см длиной, короче черешков, загнутая вперёд во время цветения. Покрывало бледно-зелёное. Трубка у основания белая, воронковидная, 3,3—5 см длиной и 10—15 мм в диаметре, края устья ухообразные, загнутые наружу. Пластинка загнутая вперёд и нисходящая, овальная, 4—6 см длиной, 2,6—3,9 см шириной, с продольными белыми полосками внутри, на вершине заострённая, иногда с трубчатым хвостовидным образованием 5,5—7,5 см длиной.
Початок однополый. Женский початок: женская зона зелёная, коническая, около 15 мм длиной и 8 мм в диаметре; завязи плотно расположенные, шаровидные; рыльце сидячее, округлённое, с зазубренными краями; придаток сидячий, вертикальный, бледно-зелёный, цилиндрический, около 2,5 см длиной и 3,5 мм в диаметре, уменьшающийся к основанию, обычно с несколькими стерильными цветками около 3 мм в диаметре у основания. Мужской початок: мужская зона 1—1,5 см длиной; синандрий из двух или трёх тычинок, фиолетовый; теки шаровидные, вскрывающиеся верхушечной порой; придаток как в женском початке, вертикальный, 2,2—3 см длиной, без стерильных цветков.
Соплодие согнутое вперёд или свешивающееся.

## Распространение
Встречается в Китае (Гуанси).
Растёт в вечнозелёных, вторичных сосновых лесах, на лугах, на известняковой почве, на высоте 1000—2600 м над уровнем моря.